# کاروانچی
روستای کاروانچی از توابع بخش مرکزی شهرستان اصفهان است که در فاصلهٔ ۲۵ کیلومتری شهر اصفهان قرار دارد و بین روستاهای دیدران، اسپارت و کندلان قرار گرفته‌است.

## جمعیت
روستای کاروانچی در دهستان براآن شمالی قرار دارد و بر اساس سرشماری عمومی نفوس و مسکن در سال ۱۳۹۰، جمعیت آن ۲۲۳ نفر (۶۱ خانوار) است.